# Tao Hu
Tao Hu (kinesiska: 桃湖) är en sjö i Kina. Den ligger i den autonoma regionen Tibet, i den sydvästra delen av landet, omkring 740 kilometer norr om regionhuvudstaden Lhasa. Tao Hu ligger 4 878 meter över havet. Arean är 16,4 kvadratkilometer. Trakten runt Tao Hu är ofruktbar med lite eller ingen växtlighet. Den sträcker sig 4,6 kilometer i nord-sydlig riktning, och 6,1 kilometer i öst-västlig riktning.
Genomsnittlig årsnederbörd är 189 millimeter. Den regnigaste månaden är augusti, med i genomsnitt 37 mm nederbörd, och den torraste är januari, med 2 mm nederbörd.